# Hans Gugelot
Pour les articles homonymes, voir Gugelot.
Hans Gugelot né le 1er avril 1920 en Indes orientales néerlandaises à  Makassar et mort le 10 septembre 1965 à Ulm, est un architecte, ingénieur et designer néerlandais, principalement actif en Allemagne.

## Biographie
Après des études primaires à Laren et Hilversum, en 1934, le père de Hans Gugelot devant diriger une clinique à Davos, la famille s'installe  en Suisse. 
Gugelot suit d'abord une formation en ingénierie (1940-1942) à Lausanne puis en architecture à l'École polytechnique fédérale de Zurich dont il obtient le diplôme d'architecte en 1946. 
Après la Seconde Guerre mondiale, il travaille avec Max Bill à Zurich, avant de le suivre à l' École supérieure de la forme (HfG) à Ulm où il est invité à diriger le programme de conception de produits en 1954. Il adhère à la philosophie de cette école qui rejette la notion traditionnelle du concepteur individuel et préfère une approche collaborative, multidisciplinaire et scientifique. Ses créations sont étroitement liés à une période de transformation où le « miracle économique » de l'Allemagne exigeait des produits au design moderne. 
Avec d'autres professeurs d'Ulm, Otl Aicher et Fritz Eicher, Gugelot est invité à travailler en tant que consultant pour l'entreprise Braun notamment sur la conception de radios.
Il travaille également en étroite collaboration avec Dieter Rams de Braun sur le design minimaliste du boîtier de radiogramme SK4 (1956), ainsi que sur un certain nombre d'autres produits dans les années suivantes, notamment le rasoir Sixtant (1962) avec Gerd Alfred Müller. 
Il travaille de même avec le fabricant de machines à coudre Pfaff, et gère plusieurs projets avec ses étudiants, notamment pour le Métro de Hambourg (1959-1962). Parmi ses clients figurent Bofinger, pour lequel il conçoit un  système de bureau modulaire M125 (1957), et Kodak, pour lequel il crée le carousel de projecteur de diapositives S-AV 1000 (1962).
Hans Gugelot meurt prématurément à  l'âge de quarante-cinq ans d'une crise cardiaque le 15 septembre 1965. 

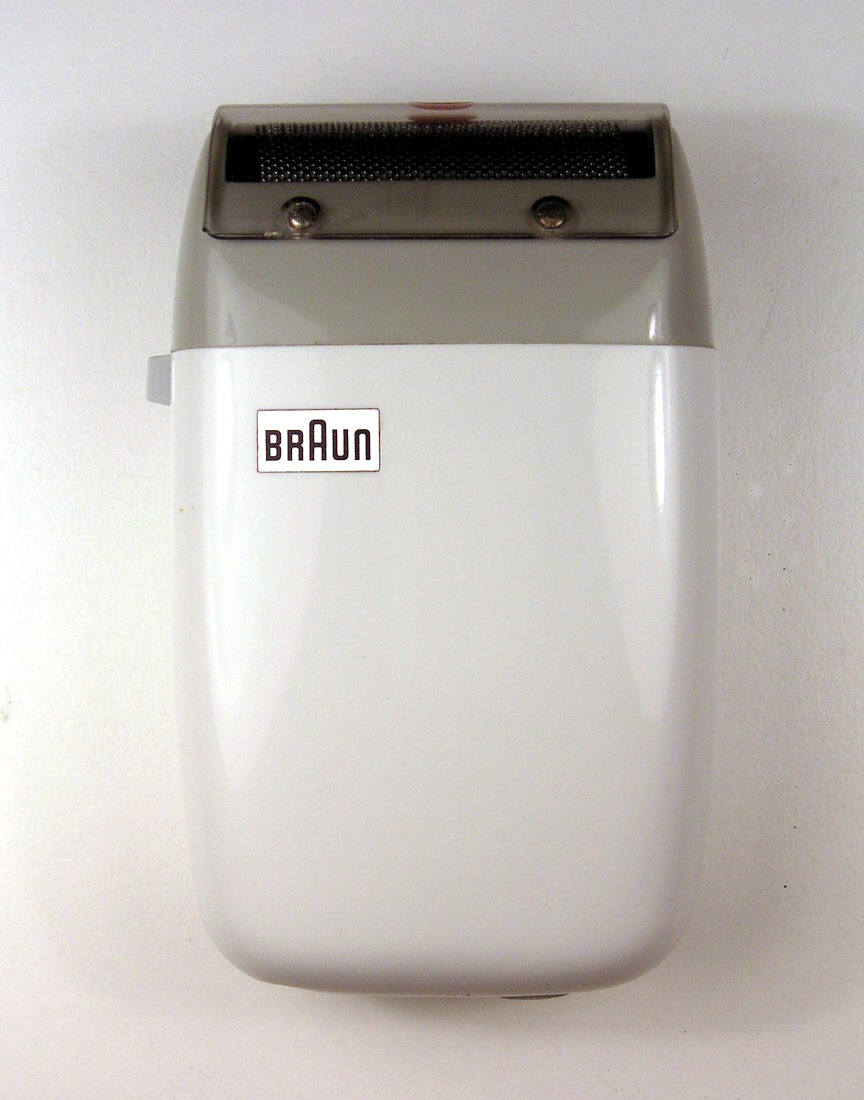
Rasoir Braun Sixtant S.
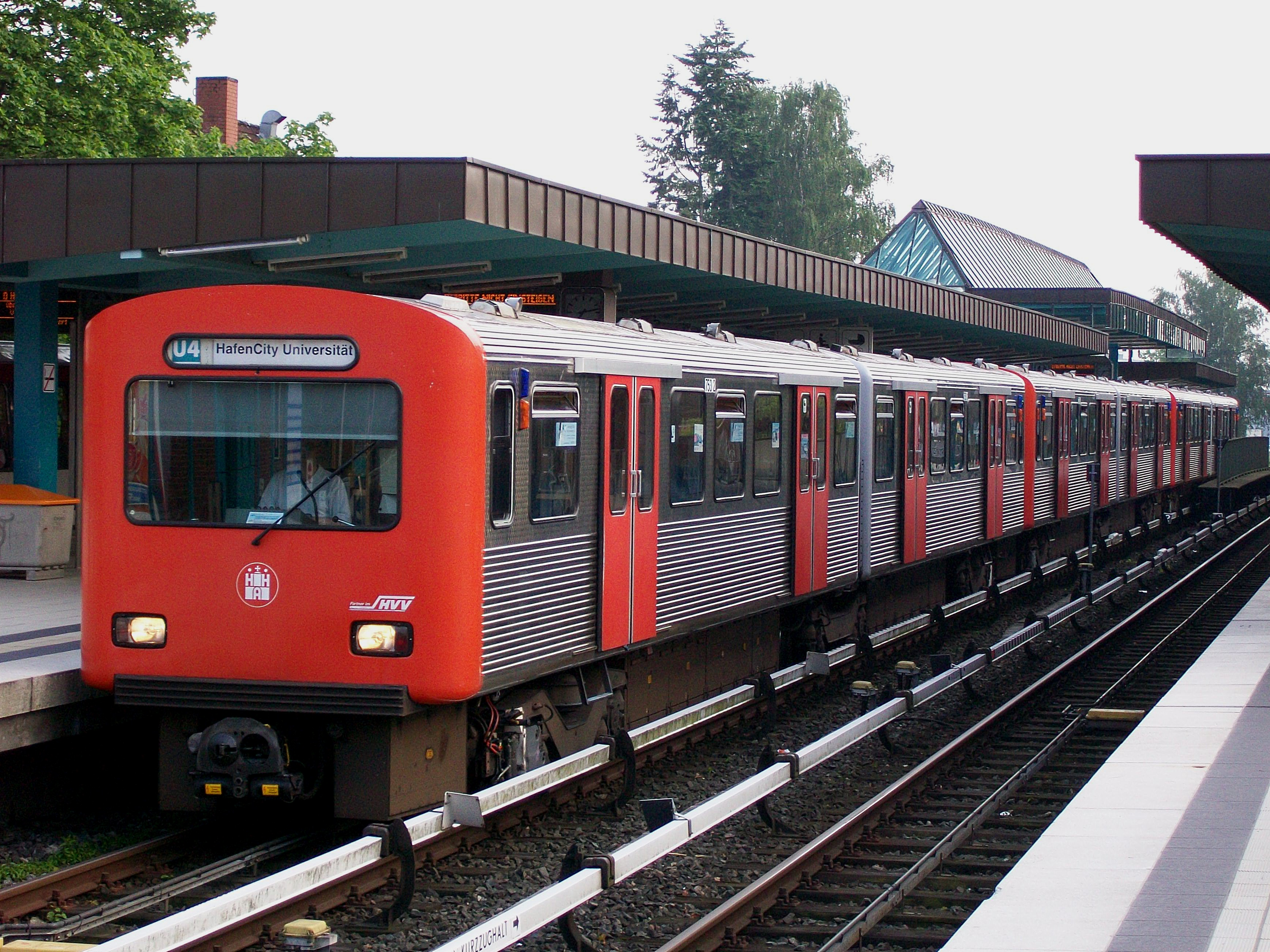
Rame DT2 du Métro de Hambourg.
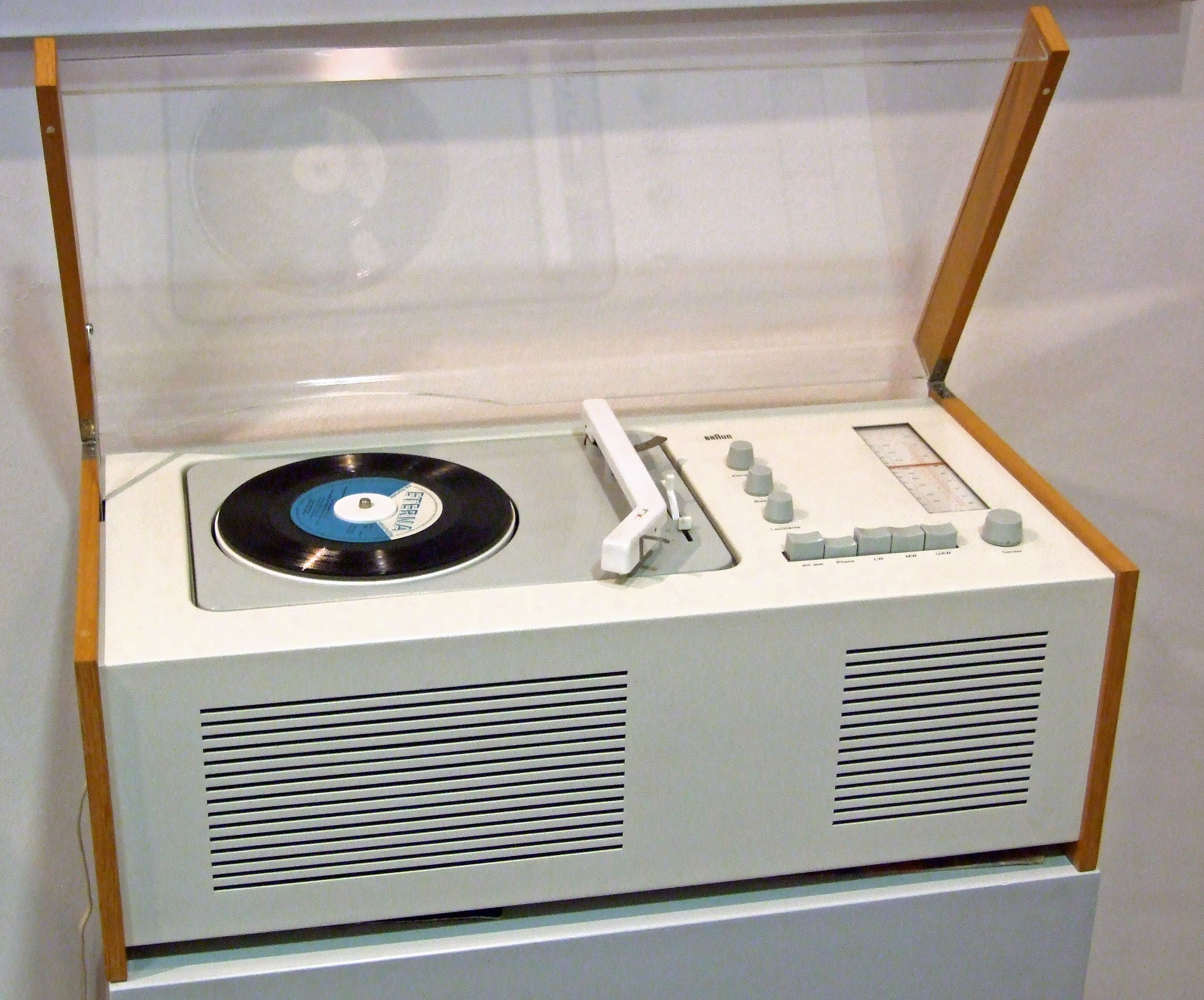
Platine Braun-sk5.
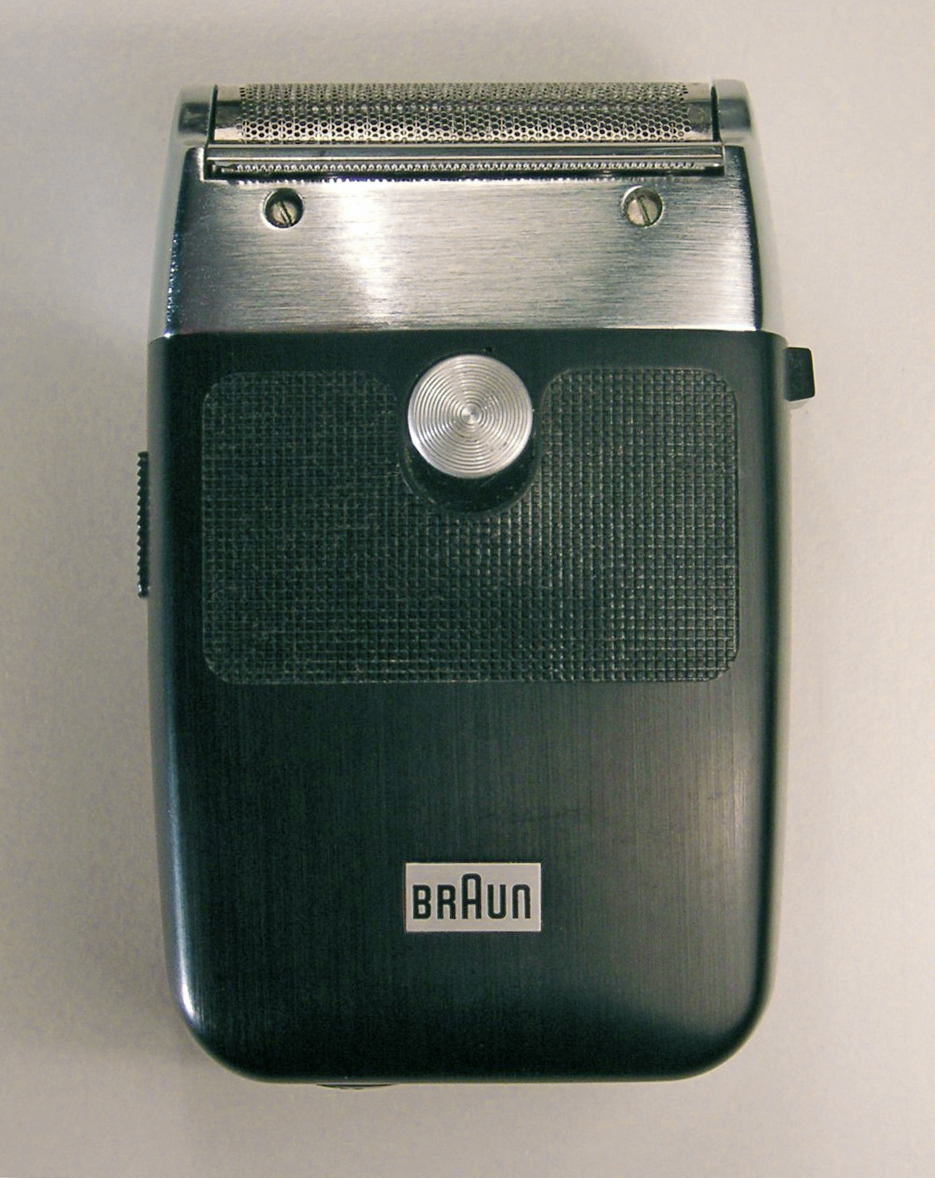
Rasoir Braun Sixtant.